# Кубасов, Борис Егорович
Бори́с Его́рович Куба́сов (22 июня 1939 — 27 апреля 2009, Владивосток) — советский боксёр 1950-х — 1960-х годов, мастер спорта СССР, чемпион РСФСР, серебряный призёр чемпионата СССР и Спартакиады народов СССР, неоднократный чемпион и призёр первенств Вооруженных сил СССР, заслуженный тренер РСФСР и Якутской АССР по боксу.

## Боксёрская карьера
Кубасов начал заниматься боксом в 1957 году в городе Советская Гавань Хабаровского края, где работал слесарем в ремонтных мастерских. Ему разрешили посещать спортивный зал гарнизона, где тренировались только военные моряки, а его первым тренером стал чемпион Тихоокеанского флота Евгений Дикий.
После призыва на срочную службу в Военно-морской флот СССР Кубасов почти полгода самостоятельно, по вечерам тренировался в полковом спортклубе. Он был высок для легковеса, худ и несколько неуклюж, но очень много и самозабвенно работал в тренировочном зале, и на своих дебютных соревнованиях занял первое место. После этого на Кубасова обратили внимание и к армейскому первенству он готовился уже под руководством одного из сильнейших боксёров округа — офицера Виктора Митина.
Спустя всего лишь год после своего первого официального боя Кубасов выиграл звание чемпиона армейского округа, выполнив норму первого спортивного разряда. Боксируя в правосторонней стойке, он очень умело использовал своё главное оружие — левую руку, нередко одерживая досрочные победы.
Первый по-настоящему серьёзный успех пришёл к Кубасову в 1960 году на зональном турнире первенства РСФСР, фактически чемпионате Сибири и Дальнего Востока, который прошёл в Хабаровске. В финальном поединке того турнира Кубасов выиграл у мастера спорта из Барнаула Червова.
После этого он остался в Хабаровске продолжать армейскую службу. К финальным состязаниям первенства РСФСР его готовил опытный тренер — мастер спорта Виктор Заверюхин. На том турнире Кубасов во втором бою проиграл бронзовому призёру Олимпиады 1956 года Анатолию Лагетко. Но ещё в том же 1960-м году он сумел выполнить норму мастера спорта.
Два года подряд Кубасов выигрывал турнир памяти Константина Короткова. В 1962 году в Ленинграде на личном первенстве Вооружённых Сил он проиграл в равном бою четырёхкратному чемпиону страны Геннадию Какошкину.
Но через год Кубасов стал чемпионом Вооружённых Сил СССР, все бои на том турнире завершив досрочными победами. Затем Кубасов завоевал золотую медаль третьей Спартакиады народов РСФСР. И уже спустя месяц он выиграл серебряную медаль финальных соревнований Спартакиады народов СССР, уступив в финале в упорном бою неоднократному чемпиону СССР Борису Никонорову.

## Тренерская карьера
Кубасов стал тренером сразу же после окончания своей боксёрской карьеры в воинском звании старшего мичмана. После переезда в Приморье на протяжении многих лет он был старшим тренером спортивного клуба Краснознаменного Тихоокеанского флота. В его команде работали такие способные тренеры как Вадим Откидач, Геннадий Мясников, Георгий Литвинов, Виктор Ломов и другие. Под руководством Кубасова флотский бокс достиг серьёзных результатов. Также он сыграл большую роль в развитии владивостокской школы бокса. На протяжении нескольких лет, не оставляя должности старшего тренера СК КТОФ, Кубасов занимал ещё и пост председателя Федерации бокса Приморского края.
Кубасов умел как доводить до высших кондиций уже зрелых мастеров, так и угадывать будущих звезд в только надевших перчатки новичках. В 1977 году Кубасову было присвоено звание заслуженного тренера РСФСР. Также он имел звание заслуженного тренера Якутской АССР. Самым плодотворным для Кубасова и его учеников стал период конца 1970-х – начала 1980-х годов.
Среди его воспитанников чемпион СССР среди юношей, молодёжи и взрослых Анатолий Коптев, чемпион СССР и бронзовый призёр чемпионата мира Александр Михайлов, серебряный призёр чемпионата СССР Абай Абдрахманов, призёр первенства СССР Владимир Васильев, финалист Спартакиады народов СССР Иван Городилов, чемпионы РСФСР и Вооружённых сил Андрей Шишкин и Анатолий Родионов, победитель нескольких крупных турниров Вячеслав Алексеев, чемпион СССР среди молодёжи Виктор Трайдуков и многие другие.
Завершив службу на флоте, Кубасов стал тренировать группу боксёров на владивостокском производственном объединении «Приморское» — в спортзале стадиона «Строитель». Там он был наставником, в частности, членов сборной Приморского края Алексея Русинова, Дмитрия Толстова, Серика Тимирова.
Борис Егорович Кубасов скончался 27 апреля 2009 года во Владивостоке на 70-м году жизни.

## Спортивные достижения
- Первенство Вооружённых Сил СССР 1963 года —
- Третья летняя Спартакиада народов РСФСР 1963 года —
- III летняя Спартакиада народов СССР 1963 года —